# Pindorama (film)
Pour plus de détails, voir Fiche technique et Distribution.
Pindorama est un film brésilien réalisé par Arnaldo Jabor, sorti en 1970. Il est présenté en sélection officielle au Festival de Cannes 1971.

## Synopsis
Le film se déroule dans une ville brésilienne imaginaire du XVIe siècle. C'est une allégorie sur les origines de la création du pays.

## Fiche technique
- Titre français : Pindorama
- Réalisation : Arnaldo Jabor
- Scénario : Arnaldo Jabor et Antônio Calmon
- Pays d'origine : Brésil
- Format : Couleurs - 35 mm - Mono
- Genre :
- Durée : 95 minutes
- Date de sortie : 1970